# Uncharted: El ojo de Indra
Uncharted: El ojo de Indra es una serie de cómics de movimiento basado en la saga de videojuegos Uncharted que tiene lugar antes del primer juego.

## Descripción
El 13 de octubre de 2009, Neil Druckmann, co-diseñador jefe del juego de Naughty Dog, y el escritor de los cómics de movimiento, anunció que Naughty Dog se lanzará un cómic de movimiento que será una precuela a los eventos de Uncharted: El tesoro de Drake, con personajes de la Fortuna de Drake y dos de los ladrones regresan, junto a los actores de su voz.
El cómic de movimiento estuvo en desarrollo durante un año antes de su lanzamiento. Cada episodio es de aproximadamente cinco minutos. El primer episodio esta disponible de forma gratuita, mientras que los otros tres se pueden comprar por separado.
Los cómics eran dibujado por Marco Castiello, que ha trabajado en la espada de la hechicera, y luego roto y animada por Sony. El movimiento función de los cómics, el trabajo de voz, efectos de partículas, y mucho más. La historia sigue aventuras de Nathan Drake es un par de semanas antes de embarcarse en su viaje para recuperar el ataúd de Sir Francis Drake, la historia de la que figura en Uncharted: El tesoro de Drake.

### Argumento
Nathan está en necesidad de dinero para financiar la expedición, y tiene una oferta para encontrar un amuleto preciado, conocido como el "Ojo de Indra".
- Datos: Q3549195